# Guillermo Molins
Guillermo Federico Molins Palmeiro, kurz Guillermo Molins, (* 26. September 1988 in Montevideo, Uruguay) ist ein schwedischer Fußballspieler uruguayischer Abstammung. Der Mittelfeldspieler, der mit Malmö FF dreimal die schwedische und mit RSC Anderlecht zweimal die belgische Meisterschaft gewann, debütierte 2010 in der schwedischen Nationalmannschaft.

## Werdegang

### Karrierestart in Schweden und Aufstieg zum Nationalspieler
Molins wurde in Uruguay geboren und kam als Vierjähriger nach Schweden. Dort begann er bei Kävlinge GIF mit dem Fußballspielen. 2001 wechselte er kurzzeitig zur Jugendabteilung von Landskrona BoIS, ehe er über Stora Harrie IF wieder 2005 zu Kävlinge GIF kam. Beim sechstklassigen Amateurverein debütierte er in der Männermannschaft.
Im August 2005 schloss sich Molins Malmö FF an. Zunächst spielte er in der Jugend und der zweiten Mannschaft des Traditionsvereins, bis er am 16. Oktober zu seinem Debüt in der Allsvenskan kam, als er beim 2:0-Erfolg über GAIS in der 82. Spielminute für Yksel Osmanovski eingewechselt wurde. Im restlichen Saisonverlauf kam er vier weitere Mal als Einwechselspieler zum Einsatz und gehörte auch in der folgenden Spielzeit als Ersatzmann regelmäßig zum Kader. Am 15. Juni 2007 stand Molins bei der 1:2-Heimniederlage gegen Halmstads BK schließlich erstmals in der Startelf, konnte sich aber zunächst nicht als Stammspieler empfehlen. Dennoch nominierte Ulf Svensson, Auswahltrainer der U-19-Landesauswahl, ihn im Frühjahr 2007 für die Nachwuchsnationalmannschaft, in deren Kader er sich etablieren konnte.
Zu Beginn der Spielzeit 2008 erkämpfte sich Molins einen Stammplatz in der Startelf vom MFF. Beim 1:1-Unentschieden gegen IF Elfsborg am siebten Spieltag erzielte er seinen ersten Treffer in der schwedischen Eliteserie. Parallel spielte er sich in die schwedische U-21-Nationalmannschaft. Nach seinem Debüt am 25. Mai des Jahres beim 0:0-Unentschieden gegen die portugiesische U-21-Auswahl erhielt er gute Kritiken. Analog zum Verein etablierte er sich auch in der Auswahlmannschaft in der Startelf. Nachdem er auch 2009 in allen zwölf Saisonspielen bis zur Sommerpause der schwedischen Liga zum Einsatz gekommen war, wurde er Ende Mai von den Auswahltrainern Tommy Söderberg und Jörgen Lennartsson an der Seite seines Vereinskollegens Labinot Harbuzi für den schwedischen Kader bei der U-21-Europameisterschaft im eigenen Land nominiert. In zwei Spieleinsätzen im Turnierverlauf trug er zum Erreichen des Halbfinales bei, in dem die Auswahlmannschaft auf die englische U-21-Auswahl traf. Nachdem sie einen 0:3-Rückstand aufgeholt hatte, musste das Elfmeterschießen über den Finaleinzug entscheiden. Dabei schoss er den abschließenden Elfmeter an den Pfosten, so dass er mit der schwedischen Elf aus dem Turnier ausschied.
Bis zum Saisonende gehörte Molins zu den Stammkräften bei Malmö FF und erreichte mit dem Klub nach einer durchwachsenen Spielzeit den siebten Platz. Seine Leistungen im Saisonverlauf honorierte Nationaltrainer Erik Hamrén, der ihn für die Auftaktländerspiele der schwedischen A-Nationalmannschaft zum Jahresbeginn 2010 nominierte. Am 20. Januar des Jahres stand er beim 1:0-Erfolg über die omanische Nationalmannschaft durch ein Tor von Anders Svensson an der Seite von Pontus Farnerud, Tom Söderberg, Daniel Larsson und Daniel Örlund bei seinem Länderspieldebüt in der Startformation. In der anschließenden Spielzeit war er einer der Leistungsträger bei seinem Klub und an 14 Toren direkt beteiligt – jeweils siebenfach als Torschütze respektive Vorbereiter. Damit trug er entscheidend zum Gewinn der Meisterschaft vor Helsingborgs IF bei und wurde von Hamrén für die Auftaktländerspiele 2011 nominiert.

### Wechsel ins Ausland
Im Juni 2011 verließ Molins nach einer weiteren Halbserie in der Allsvenskan Schweden. Er schloss sich dem belgischen Verein RSC Anderlecht an, der kurz zuvor seinen Landsmann und ehemaligen Malmö-FF-Vereinskameraden Behrang Safari unter Vertrag genommen hatte. Die Saison begann für ihn direkt mit einem Rückschlag, in seinem ersten Spieleinsatz in einem Freundschaftsspiel zog er sich einen Kreuzbandriss zu. Nach seiner Rückkehr setzte ihn Trainer Ariël Jacobs lediglich in einem Spiel der regulären Saison 2011/12 Mitte März als Einwechselspieler ein, anschließend musste er bis zum Mai auf einen erneuten Einsatz warten. Als der Verein nahezu bereits vorzeitig als Meister feststand, kam er am drittletzten Spieltag in der Play-off-Runde zur Ermittlung des belgischen Landesmeisters zu seinem zweiten Pflichtspieleinsatz. Mit dem 1:1-Unentschieden gegen den direkten Konkurrenten FC Brügge sicherte sich der Verein den Titelgewinn, in den folgenden beiden Spielen stand er jeweils in der Startformation. Auch in der folgenden Spielzeit war für ihn im Mittelfeld um Sacha Klještan und Dennis Praet kein Platz, bis zum Jahreswechsel war er lediglich in drei Ligaspielen und als Einwechselspieler einmal in der UEFA Champions League aktiv. Zu Beginn der Transferperiode im Januar wurde er mit verschiedenen Klubs in Verbindung gebracht. Letztlich wechselte er Mitte Januar auf Leihbasis in die spanische Primera División, wo er sich bis zum Saisonende Betis Sevilla anschloss. Hier kam er allerdings ebenfalls nicht über den Status eines Ergänzungsspielers hinaus, vier Kurzeinsätze als Einwechselspieler standen bis zum Saisonende für ihn zu Buche.

### Rückkehr nach Schweden
Nach seiner Rückkehr zum RSC Anderlecht kam Molins im Sommer noch zu drei Ligaeinsätzen, im August wechselte er jedoch zurück zu Malmö FF nach Schweden. Schnell etablierte er sich unter Trainer Rikard Norling in der im Meisterrennen befindlichen Mannschaft und trug mit acht Toren in elf Spielen bis zum Saisonende an der Seite von Jiloan Hamad, Miiko Albornoz, Johan Dahlin und Simon Thern zum Titelgewinn bei. Dies führte zu einer kurzzeitigen Rückkehr in die Nationalmannschaft für ihre Januartournee Anfang 2014, dabei erzielte er beim 2:0-Erfolg über Island mit dem Tor zum Endstand seinen einzigen Länderspieltreffer. Auch zu Beginn der anschließenden Allsvenskan-Spielzeit war er Stammkraft in der Offensive und erzielte bis zum Sommer acht Tore in elf Spielen. In einem Trainingsspiel gegen Partizan Belgrad Ende Juni des Jahres zog er sich jedoch einen Kreuzbandriss zu, der eine längere Ausfalldauer nach sich zog. Ohne sein weiteres Zutun verteidigte die Mannschaft den Meistertitel und zog im Sommer 2014 erstmals in der Vereinsgeschichte in die Gruppenphase der UEFA Champions League ein, wo MFF jedoch als Gruppenletzter ausschied.
Im Juni 2015 kehrte Molins für Malmö FF auf den Fußballplatz zurück, bis zum Ende der Spielzeit 2015 bestritt er sieben Ligaspiele. Die Spielzeit beendete er mit dem Klub als Tabellenfünfter, damit wurde der erneute Einzug in den Europapokal verpasst. Auch zu Beginn der folgenden Saison kam er nur unregelmäßig zum Einsatz. Trotz langer Verhandlungen zwischen Klub und Spieler kam 2016 keine Vertragsverlängerung zustande. Nach Auslaufen seines Vertrages zum Ende Juni 2016 trennten sich daher die Wege.

### Erneuter Wechsel ins Ausland
Bereits Anfang Juli präsentierte Molins seinen neuen Verein. Beim chinesischen Zweitligisten Beijing Renhe unterschrieb er einen bis zum Saisonende gültigen Kontrakt mit Option auf Verlängerung.
Seit Januar 2017 spielt er bei Panathinaikos Athen.
Im Juli 2018 wurde bekannt, dass Molins erneut zu Malmö FF zurückkehrt.

### Titel und Auszeichnungen
- Schwedischer Meister: 2010, 2013, 2014
- Schwedischer Supercup: 2013, 2014
- Belgischer Meister: 2012, 2013